# Cleora extendata
Cleora extendata är en fjärilsart som beskrevs av Fletcher 1953. Cleora extendata ingår i släktet Cleora och familjen mätare. Inga underarter finns listade i Catalogue of Life.